# St. Ludgerus (Altschermbeck)

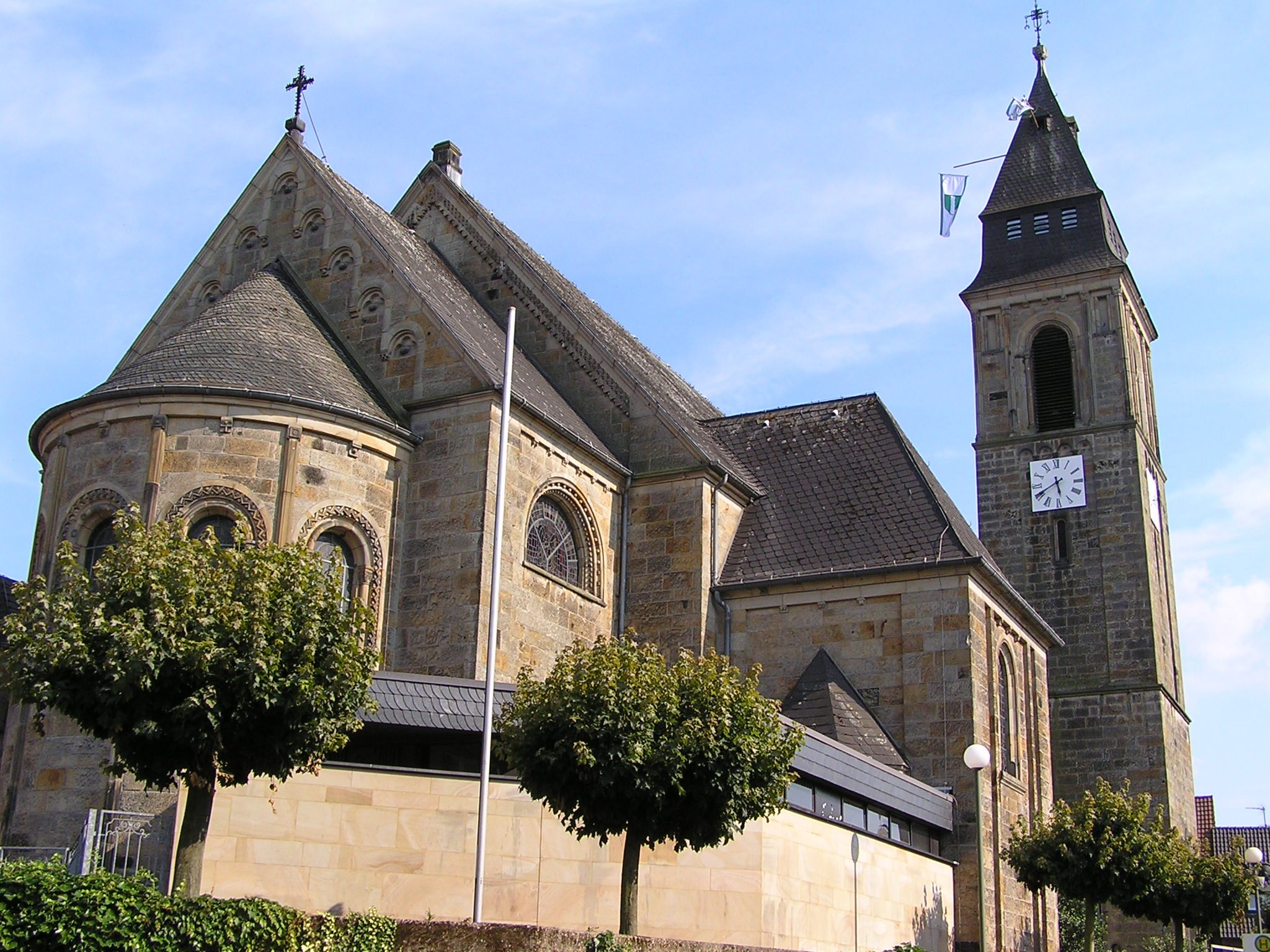
St. Ludgerus

Die katholische Pfarrkirche St. Ludgerus ist ein denkmalgeschütztes Kirchengebäude in Altschermbeck, einem Ortsteil von Schermbeck im Nordwesten von Nordrhein-Westfalen.

## Geschichte und Architektur
Der Bistumsgründer Liudger schenkte 799 die beiden Höfe Rüste und Schermbeck an die Abtei Werden. Liudger ist wohl auch der Kirchengründer. Die Pfarrei ist 1184 urkundlich erwähnt. Um diese Zeit wechselte das ursprüngliche Patrozinium des Hl. Dionysius auf das des Kirchengründers.
Die neuromanische Basilika wurde von 1914 bis 1915 von dem Architekten Ludwig Becker erbaut. Sie ersetzte damit einen Bau von 1841, als die Katholiken von Schermbeck, Bricht und Overbeck mit denen von Alt-Schermbeck in einer neuen Pfarrei zusammengefasst wurden. Teile des Inventars aus dem Vorgängerbau wurden in den Neubau übernommen. Die figurative, farbige Verglasung in den Bogenfenstern der Apsis, mit denen der Bau ursprünglich ausgestattet war, sind nicht mehr erhalten.
Nach dem 2. Vatikanischen Konzil wurde der Innenraum durch den Architekten Manfred Ludes gründlich umgestaltet, die Bemalung und der Hochaltar entfernt, der durch einen schlichten Steinblock aus Muschelkalk ersetzt wurde. 2011 erfolgte eine weitere Renovierung durch die Architekten Franz-Jörg Feja und Peter Kemper.

## Ausstattung
- Orgel mit 27 Registern, erbaut 1977 von der Fa. Breil
- Altar, Ambo und Tabernakel aus dunklem Muschelkalk
- Rest eines Taufsteines aus Sandstein mit ausgeschweiften Seiten vom Anfang des 16. Jahrhunderts
- Niederrheinische Holzfigur der Anna selbdritt vom Ende des 15. Jahrhunderts[1][2]